# Драгана (село)
Драгана (болг. Драгана) — село в Болгарии. Находится в Ловечской области, входит в общину Угырчин. Население составляет 236 человек.

## Политическая ситуация
В местном кметстве Драгана, в состав которого входит Драгана, должность кмета (старосты) исполняет Михаил Печев Найденов (Болгарская социалистическая партия (БСП)) по результатам выборов.
Кмет (мэр) общины Угырчин — Валентин Стайков Вылчев (независимый) по результатам выборов.

## История
Возле деревни находится холм Калето (по-видимому, следы от древней крепости), не исследован археологами.